# Cafétéria
Cet article concerne lieu de restauration. Pour le genre d'algue, voir Cafeteria.

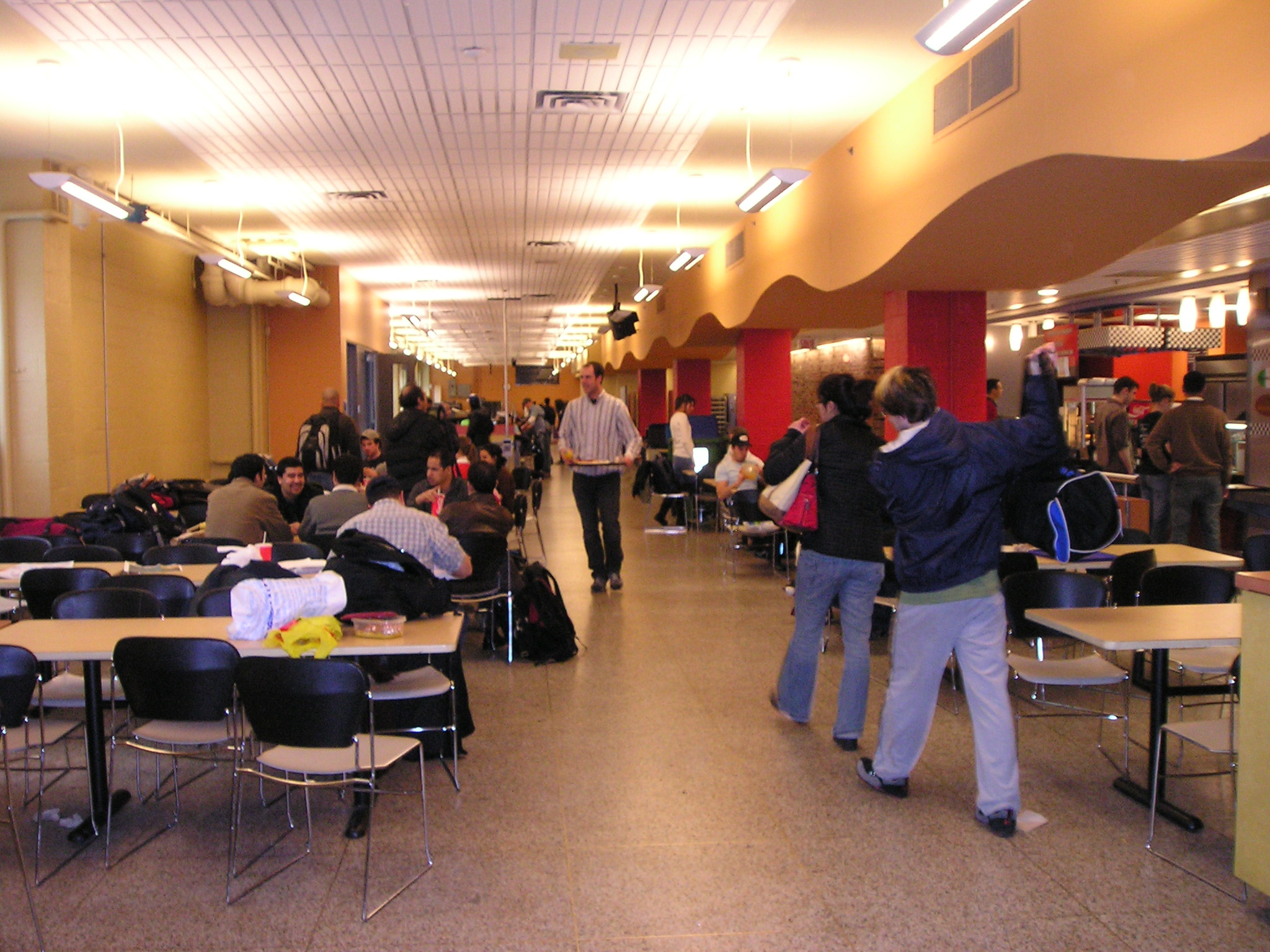
Cafétéria du lycée Raynouard à Montréal

Une cafétéria est un lieu public offrant un service de restauration rapide. Elle se présent généralement comme un libre-service permettant aux clients de servir librement dans des plats et des boissons préalablement exposés sur un comptoir. Il s'agit généralement de tasses de café, des boissons non alcoolisées et des à la présentation simple pouvant être consommés assez rapidement.
Les cafétérias (quelquefois désignées sous le terme de « self-service » ou plus simplement de « self ») se trouvent le plus souvent dans les entreprises, les immeubles de bureaux, les administrations, les infrastructures culturelles (comme les musées) et sportives ou dans les écoles.  Elles peuvent être accessibles au grand public ou réservées aux membres du personnel.

## Étymologie et variantes orthographiques

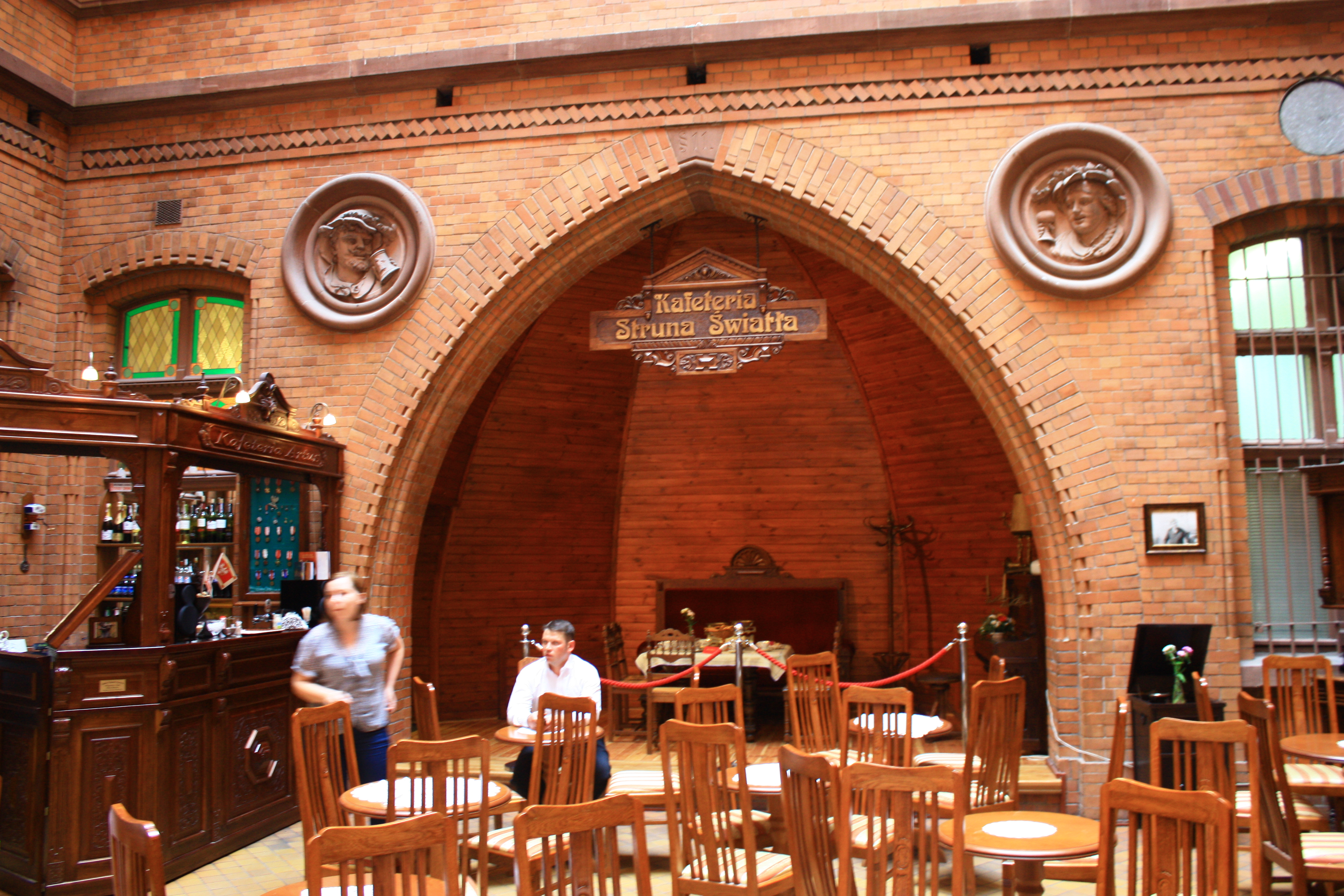
Cafétéria de la Cour d'Arthur de Toruń (Pologne).

Ce terme, qui dérive de l'espagnol « cafetería », est emprunté à l'anglo-américain qui utilise les formes « cafetiria » ou « cafeteria » dès le milieu du XIXe siècle pour désigner un lieu où l'on prend du café ou des rafraîchissements.
Dans la première moitié du XXe siècle, le terme français « cafétéria » indique un « établissement où l'on peut prendre un repas rapide ».
Les variantes orthographiques répertoriées par le Trésor de la langue française (TLF), procuré en ligne par le CNRTL, sont : « cafétaria », « cafetaria » et « caféteria ». Le mot « cafétéria » comprenant quatre syllabes, il est souvent abrégé en « cafét' » ou « cafèt' », prononcés « cafette ».

## Historique
Durant la fin du Moyen Âge, le Smörgåsbord, sorte de buffet d'origine suédoise est déjà servi aux plus riches et présentent un grand nombre de plats avec notamment du poisson et des charcuteries que le convive peut choisir à volonté. Au cour du XVIIe siècle, ce type de buffet se démocratise dans les classes populaires de la société scandinave, le service commençant à se diversifier, proposant des plats chauds et froids. Lors de l'Exposition universelle de 1893 à Chicago, l'entrepreneur John Kruger a construit une version américaine des smörgåsbords qu'il avait vus lors d'un voyage en Suède et crée ainsi une des premières cafétérias ouvertes au grand public.
En 1897, le Crédit Lyonnais inaugure son premier restaurant d’entreprise dans son siège parisien. Deux réfectoires sont créés, l’un pour les femmes, l’autre pour les hommes. En 1913, 1200 repas sont servis dans ce restaurant d’entreprise.
Dans les années 1960, les entreprises spécialisée dans la restauration collective se substituent aux entreprises dans la gestion de la restauration d'entreprise. L'entreprise Sodexo, créée en 1966 par Pierre Bellon, devient ainsi un géant mondial qui fournit des repas dans de nombreux autres pays du mlonde.
Quant aux cafétérias « grand public », c'est le groupe Casino qui, en 1969, lance la première cafétéria (à Saint-Étienne (Ratarieux), dans la Loire). Désormais, toute personne peut prendre un repas à n'importe quelle heure, notamment dans les années 1980, période où les fast-foods ne sont pas encore vraiment répandus en France.